# Groupe socialiste
De groupe socialiste (SOC, Nederlands: Socialistische groep) is de parlementaire groepering of fractie, die in de Franse Assemblée nationale een linkse koers voert. De naam is sinds de parlementsverkiezingen in Frankrijk van 2017 groupe socialistes et apparentés. De groepering wordt vooral door gekozenen gevormd, die lid zijn van de Parti socialiste. De naam van de groep was hiervoor in 2016 en 2017 groupe socialiste, écologiste et républicain.
De groepering voert oppositie tegen de regering-Philippe.

## Naam
- Groupe socialiste SOC 2017-heden
- Groupe socialiste, écologiste et républicain SER 2016-2017

daarvoor 2012-2016 Groupe socialiste, républicain et citoyen SRC 2012-2016
- Groupe Socialiste Radical Citoyen et divers gauche SRC 2007-2012
- Groupe socialiste SOC 1978-2007
- Parti socialiste et  radicaux de gauche PSRG 1973-1978
- Fédération de la Gauche Démocrate et Socialiste FGDS 1967-1973
- Groupe socialiste SOC 1958-1967

## Deelnemende partijen
Er zijn verschillende politieke partijen in de groepering opgenomen.
- Parti socialiste
- Mouvement des citoyens
- Génération.s
- Martinikaanse Progressieve Partij
- Divers Gauche

## In het verleden deelnemende partijen
- Mouvement Républicain et Citoyen - republikeins en socialistisch
- Parti Radical de Gauche - progressief liberaal

## Aantal leden
| jaar | aantal leden |
| ---- | ------------ |
| 2017 | 31           |
| 2012 | 295          |
| 2007 | 204          |
| 2002 | 141          |
| 1997 | 250          |
| 1993 | 57           |
| 1988 | 275          |
| 1986 | 212          |
| 1981 | 285          |
| 1978 | 113          |
| 1973 | 102          |
| 1967 | 121          |
| 1962 | 66           |
| 1958 | 47           |